# جنی لیند
جوآنا ماریا لیند (سوئدی: Johanna Maria Lind) مشهور به جنی لیند؛ ۶ اکتبر ۱۸۲۰ – ۲ نوامبر ۱۸۸۷) خوانندهٔ اپرای سوئدی مشهور به بلبل هزاردستان سوئد بود. او با ایفای نقش در اپرای دِر فرایشوتز اثر کارل ماریا فون وبر در سال ۱۸۳۸ به شهرت رسید و سال‌ها یکی از محبوب‌ترین سوپرانوهای اپرا بود.